# شون لايدن
شون لايدن (بالإنجليزية: Shawn Layden)‏ هو الرئيس والرئيس التنفيذي لسوني كمبيوتر إنترتينمنت. انضم إلى قسم الاتصالات لشركة سوني في سنة 1987 في طوكيو في اليابان وكان مساعد الاتصالات للمؤسس المشارك لسوني أكيو موريتا لعدة سنوات. أدار لايدن تطوير البرمجيات لاستوديو سوني كمبيوتر انترتينمنت في لندن إلى سنة 1999 عندما أصبح نائب رئيس سوني كمبيوتر إنترتينمنت أوروبا.

## الحياة الشخصية
تخرج لايدن من جامعة نوتر دام في سنة 1983 بدرجة بكالوريوس في الفنون في الدراسات الأمريكية. وهو يتقن اللغة اليابانية.